# 苏浩
苏浩（1959年3月—），男，汉族，山西朔县人，中华人民共和国政治人物。

## 生平
1976年2月入伍。1979年10月，加入中国共产党。1986年10月从部队转业至山西省工商局。1991年起，历任朔州市工商局副局长、朔城区分局局长，朔州市公安局副局长、局长，忻州市公安局局长。2003年6月任山西省公安厅副厅长、党委委员，2007年2月兼任山西省大同市公安局局长、党委书记，2008年3月兼任山西省太原市公安局局长、党委书记，2011年11月任山西省司法厅副厅长。2014年3月下旬被双规，据传他有两名非婚生子女。
2018年1月8日，江苏省常州市中级人民法院公开宣判苏浩受贿、滥用职权、行贿案，对被告人苏浩以受贿罪、滥用职权罪、行贿罪数罪并罚，决定执行有期徒刑13年，并处罚金人民币400万元。常州中院认定，1997年至2014年，苏浩利用担任山西省朔州市公安局副局长、局长、忻州市公安局局长、山西省公安厅副厅长兼大同市公安局局长、太原市公安局局长等职务上的便利，为他人在工程承接、房地产开发、职务调整等事项上谋取利益，索取或非法收受他人给予的财物，共计折合人民币5600万余元。2011年11月，山西焦煤集团有限责任公司董事长白培中家中被抢劫，苏浩在办案过程中违规指使太原市公安局原副局长戴来伟在抓捕现场对赃物不清点，减少被抢财物数额，造成恶劣社会影响。2006年至2014年，苏浩为谋求担任太原市公安局局长及调离山西省司法厅、到企业工作，向申维辰行贿财物共计折合人民币18万余元。